# 照厳寺
照厳寺（しょうごんじ）は、福井県あわら市（旧坂井郡金津町）にある浄土真宗（真宗大谷派）の寺院。山号は聯珠山。本尊は阿弥陀如来。

## 沿革
嘉暦元年（1326年）に本願寺第三世覚如の直弟行覚が越中国氷見に堂を建立したのが始まりと伝えられる。第二代覚順は応安7年（1374年）に善如の命により越前国吉田郡久末（現在の福井市幾久）に移った。
一向一揆の拠点の一つとなったが、永正3年（1506年）8月の九頭竜川の戦いで朝倉貞景に敗北し、越前を追われ加賀に逃れる。第八代祐誓の代、大永の頃に加賀国江沼郡二ツ梨村（石川県小松市）に堂を再建。
慶長5年（1600年）、第十一代祐念は大聖寺城陥落の際に戦死し、二ツ梨村の堂も焼失した。第十二代祐慶は越前に戻り、元和3年（1617年）に柿原郷清王村に照厳寺を再建。第十六代覚純が明和2年（1765年）に現在の場所に移した。
本願寺および照厳寺が従っていた超勝寺の分裂に際しては東派（大谷派）に帰参した。

## リンク
- あわら市観光協会